# Wellington Arch
A Wellington Arch (Wellington-diadalív) egy diadalív London belvárosában, amelyet Arthur Wellesley, Wellington hercege, a napóleoni háborúk kimagasló brit hadvezére, a waterlooi csata győztes parancsnoka tiszteletére emeltek.

## Királyi kapu
A Wellington Arch a Hyde Park Corneren áll, ahol a Kensington út és a Piccadilly találkozik. Két királyi park fekszik mögötte, a Green Park délkeletre, a Hyde Park északnyugatra, amelyek időlegesen útját állták London nyugati terjeszkedésének a 18. század végén, a 19. század elején. A terület így, ugyan nem hivatalosan, de a metropolisz új kapujává vált. A 18. század végén, majd a napóleoni háborúkat követő években több építész is előállt azzal az ötlettel, hogy egy nagy kaput kellene építeni a Hyde Park sarkára. Sir John Soane, a hivatalos építészek egyike több tervvel is előállt arról, hogy miként lehetne a területet összekötni a Westminsterrel.
1824-ben az erdőfelügyelőség (Office of Wood and Forests) megbízta Decimus Burtont, hogy tervezzen kerítést és kaput a királyi parkok határára. A beadott terveket megvitatta egy informális kormányzati bizottság, amely úgy találta, hogy a Green Parkhoz tervezett kapu, megfelelő külső bejárata lehetne a Buckingham-palotának, ha méretében és karakterében jobban kifejezné a királyi család méltóságát. Burton előállt egy diadalívvel, amely az eredeti kapunál jóval gazdagabb díszítést kapott, a tetejére pedig egy aranyozott négylovas kocsi, egy quadriga került. 1826 májusában, a szobrok kivételével, elfogadták Burton költségbecslését. 1828-ra csaknem elkészült a diadalív, de a költségek átlépése és részben a palota átépítése miatti kifizetések miatt a kincstár nem akarta finanszírozni a szobrokat.

## Lovas szobor

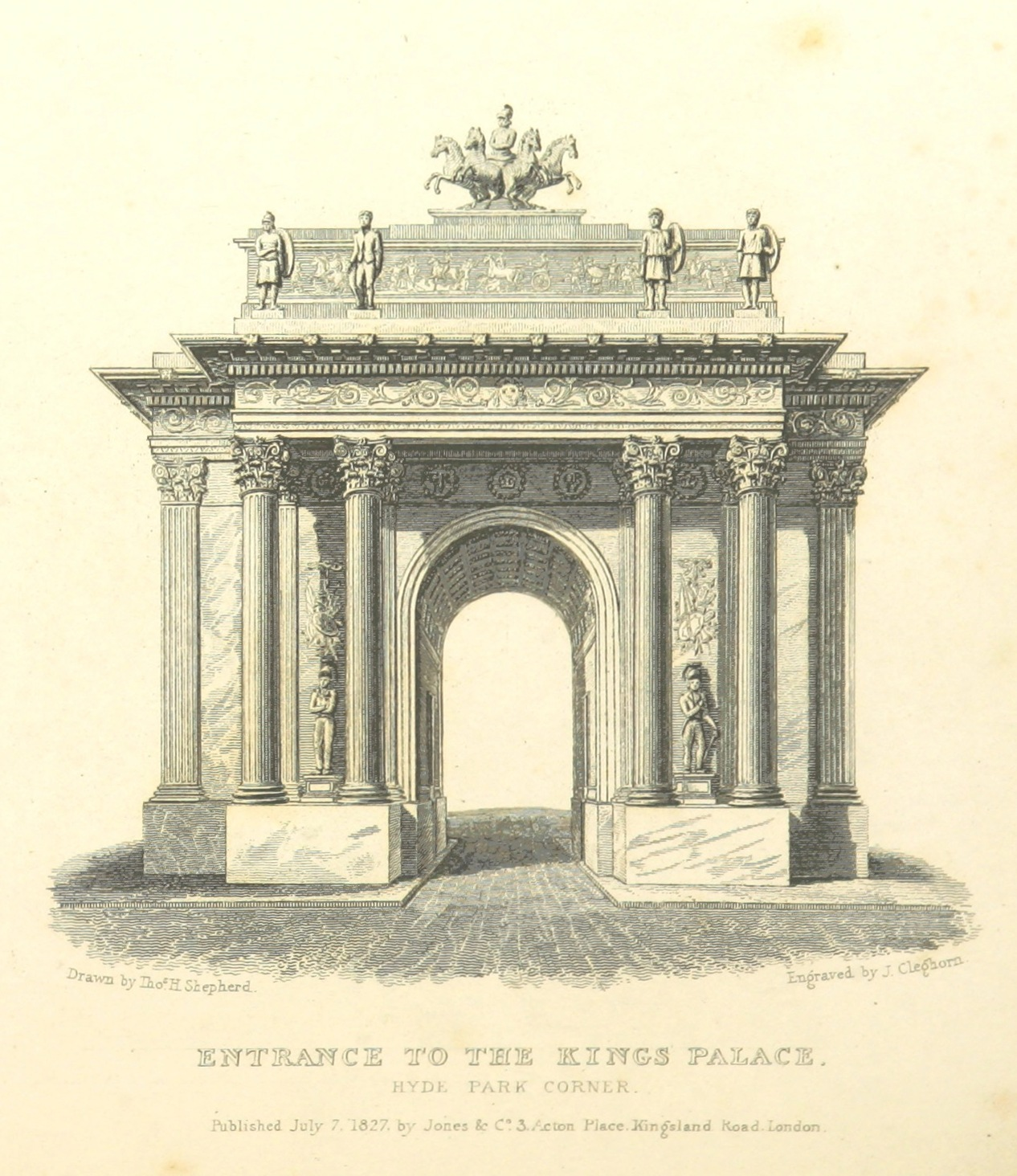
Az 1827-es terv

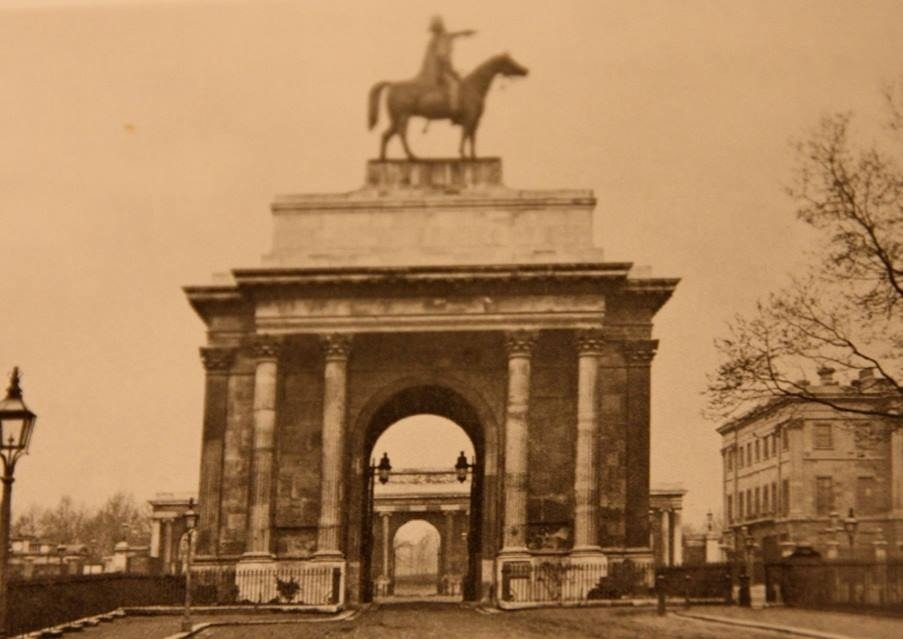
1850-es évek

Az 1830-as években bizottságok alakultak azzal a céllal, hogy nemzeti emlékmű épüljön a kor két nagy brit hadvezérének, Horatio Nelson admirálisnak és Wellington hercegének. A tengernagy ügyében gyorsan dűlőre jutott a testület, elhatározta a Trafalguar téren építendő Nelson-oszlop építését. A Wellington-bizottság több mint nyolcvan tagból állt, amelyet egy szűkebb belső csoport irányított. Ez utóbbi szövetség élén Ruthland 5. hercege állt. A csoport azt indítványozta, hogy a herceg kapjon egy hatalmas lovas szobrot, amelyet a Green Park-i diadalív tetején helyeznek majd el, amely átellenben van Wellington lakóhelyével, az Apsley House-zal. 1838 májusában a bizottság elfogadta a javaslatot, és megbízta Cotes Wyatt-ot, Ruthland támogatottját a szobor megformálásával.
Mindkét döntés vihart kavart a bizottságban és a közvéleményben egyaránt, heves viták folytak a sajtóban és a parlamentben. A vita 1846-ban érte el tetőpontját, amikor a hatalmas lovas szobrot, feltehetően csak egy próbaidőszakra, a diadalív tetejére helyezték: a szobor csúnya volt és nem illett a kapura. A kormány úgy határozott, hogy a szobrot le kell emelni a diadalívről. Ekkor viszont Wellington jelezte, hogy szobrának eltávolítását a királyi kegy megvonásaként értékelné, és kénytelen lenne lemondani valamennyi pozíciójáról, közte a főparancsnokságról. A szobor a helyén maradt.
Az 1870-es években jelentősen megnőtt a forgalom a Hyde Park Cornernél, és állandósultak a fennakadások. 1880-ban a liberális kormány elhatározta egy új út megépítését, amely szükségessé tette a diadalív áthelyezését, kissé délkeletre, arccal a Constitution-hegy felé. Az alkalmat kihasználták a szobor eltávolítására. A diadalív lebontása 1883 februárban kezdődött.
Eredetileg azt tervezték, hogy a szobrot beolvasztják, majd öntenek belőle egy kisebbet, de ettől a hadsereg tiltakozása miatt elálltak. A lovas szobrot ismét felállították a Garrison-templom előtt. Wellington kapott egy új szobrot, amelyet Joseph Boehm készített, és nagyjából ott állították fel a diadalív eredetileg állt. 1885-re a diadalív elkészült mai helyén. A déli pillérben alakították ki a parkőr tartózkodási helyét, az északiban egy rendőrállomás kapott helyet. 1886-ban a rendőrséghez bevezették a telefonvonalat, és ezzel lett teljes a felújítás.

## A quadriga

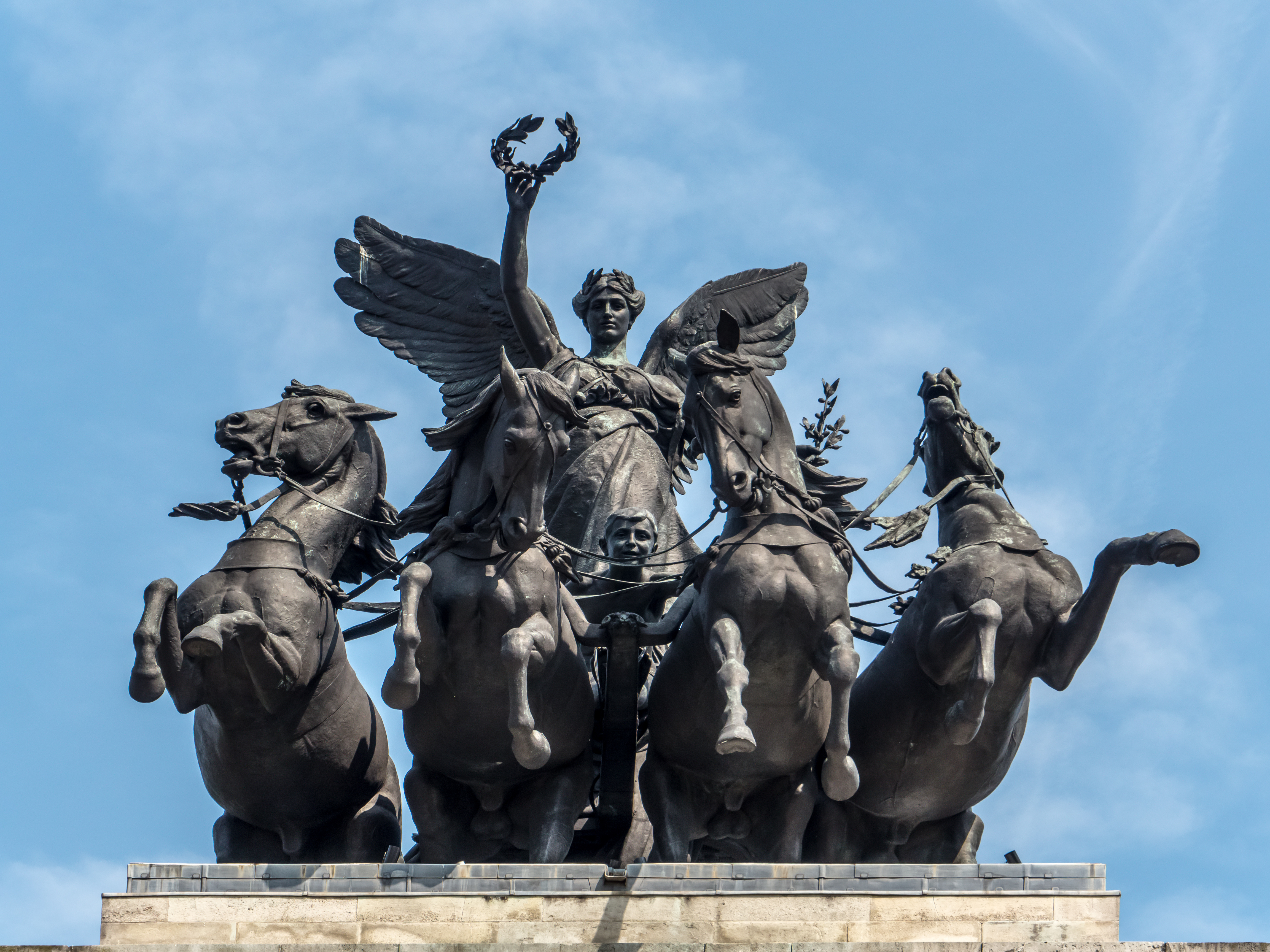
A quadriga

1891-ben Adrian Jones szobrász, a hadsereg veterán századosa, aki állatfigurákra szakosodott, bemutatta Diadal elnevezésű quadrigáját a Királyi Művészeti Akadémián. A walesi herceg azt javasolta, hogy készítsék el a szobrot, és helyezzék a diadalív tetejére. Egy bankár, Sir Herbert Stern – névtelen adományozóként – húszezer fontot adott a célra. Jones 1908-ra elkészült a méretarányos gipszformával, amelyet VII. Eduárd brit király is megtekintett a műtermében. A bronzszobrot 1912. januárban helyezték a Wellington-diadalív tetejére.
A parkőr szállását 1937-ben bezárták, a rendőrállomás mint London legkisebb rendőrőrse az 1950-es évek végéig működött a Wellington Arch-ban. 1960-62-ben körforgalmat alakítottak ki a diadalív körül. Lebontották az Eduárd-kori kapukat mindkét oldalán, és az emlékművet elvágták a közlekedéstől. Déli oszlopában helyezték el a metró levegőztető rendszerét. 1999-ben a diadalív az angol örökségvédelmi szervezet, az English Heritage kezelésébe került. Nagyobb felújítást végeztek rajta, majd 2001-ben megnyitották a közönség előtt.